# Strumiany (Mazovie)
Pour les articles homonymes, voir Strumiany.
Strumiany (prononciation : [struˈmjanɨ]) est un village polonais de la gmina de Baranów dans le powiat de Grodzisk Mazowiecki de la voïvodie de Mazovie dans le centre-est de la Pologne.
Il se situe à environ 8 kilomètres au nord-ouest de Baranów (siège de la gmina), 16 kilomètres au nord-ouest de Grodzisk Mazowiecki (siège du powiat) et à 41 kilomètres à l'ouest de Varsovie (capitale de la Pologne).

## Histoire
De 1975 à 1998, le village appartenait administrativement à la voïvodie de Skierniewice.